# Magna Carta
Magna Carta (em português "Grande Carta") é a forma abreviada do título em latim, Magna Carta Libertatum, seu Concordiam inter regem Johannen at barones pro concessione libertatum ecclesiae et regni angliae (Grande Carta das liberdades, ou Concordata entre o rei João e os barões para a outorga das liberdades da igreja e do reino da Inglaterra), um documento de 1215 que limitou o poder dos monarcas da Inglaterra, especialmente o do rei João, que o assinou, impedindo assim o exercício do poder absoluto. Resultou de desentendimentos entre João, o Papa e os barões ingleses acerca das prerrogativas do soberano. Segundo os termos da Magna Carta, João deveria renunciar a certos direitos e respeitar determinados procedimentos legais, bem como reconhecer que a vontade do rei estaria sujeita à lei. Considera-se a Magna Carta o primeiro capítulo de um longo processo histórico que levaria ao surgimento do constitucionalismo. 

## Etimologia
De magna, feminino de "grande" em latim, e carta, ae, termo latino que se refere à folha de papiro pronta para a escrita e que está na origem da palavra "carta" em português.

## Antecedentes históricos

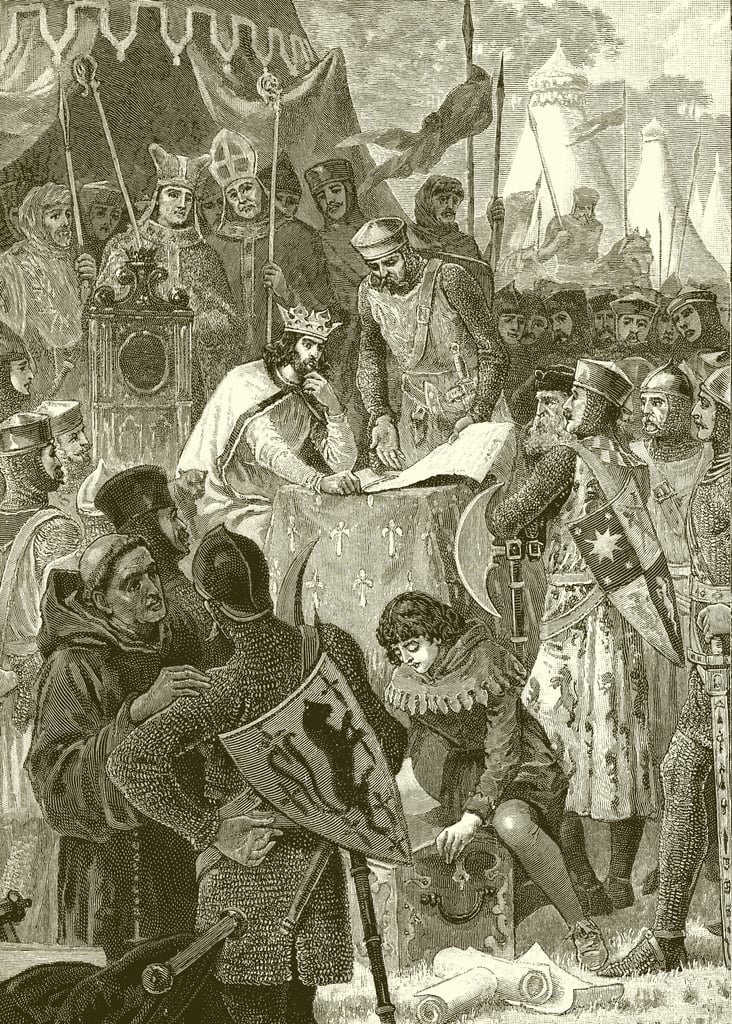
O rei João Sem Terra assinando a Carta Magna.

Em um sistema monárquico de governo, os monarcas costumavam consultar e buscar o apoio de seus súditos mais poderosos para implementar as suas políticas. Pois, desse modo, poderiam obter uma cooperação mais efetiva. Os primeiros reis da Inglaterra não tinham grandes exércitos permanentes e, portanto, dependiam do apoio dos súditos mais poderosos. No sistema feudal, que evoluiu após a conquista normanda de 1066, as leis da Coroa não poderiam ser mantidas sem o apoio da nobreza e do clero. Os nobres controlavam mais diretamente a maior parte dos recursos econômicos e militares, pois tinham grandes propriedades de terra e poderiam exigir obrigações feudais e militares de seus vassalos. A Igreja tinha grande influência moral e possuía seu próprio sistema de tributos religiosos.
Nesse contexto, os monarcas ingleses posteriores à conquista normanda chamavam Grandes Conselhos, que contavam com condes, barões, arcebispos, bispos e abades.
Inicialmente, os parlamentos eram convocados principalmente quando o rei precisava arrecadar mais dinheiro através de impostos, principalmente depois da Magna Carta de 1215.
O apoio do parlamento era necessário para arrecadar mais tributos pois, a nobreza era o único estrato da sociedade com capacidade e autoridade para coletar e remeter as formas mais significativas de tributação disponíveis no nível local. Portanto, se o rei queria garantir uma arrecadação tranquila de receitas, precisava da cooperação da nobreza, pois se a nobreza se recusasse a cobrar os impostos do rei em escala nacional, a Coroa não dispunha de meios práticos para arrecadá-los.
Em 1100, Henrique I, assumiu o trono em meio com a legitimidade questionada, nesse contexto, fez diversas de concessões à nobreza por meio da Carta das Liberdades, considerada uma precursora da Magna Carta, como meio de obter o juramento de fidelidade dos nobres. Nessa Carta, Henrique prometeu evitar os abusos reais contra os direitos de propriedade dos barões, garantindo uma volta aos costumes gentis de Eduardo, o Confessor, o que deu início à limitação do poder do Rei na Inglaterra. No entanto, o próprio Henrique I não cumpriu com as promessas feitas por meio da referida Carta.
Posteriormente, uma extraordinária sequência de fracassos da parte do rei João, que subira ao trono inglês no início do século XIII, levou os barões ingleses a se revoltar e a impor limites ao poder real.
Foram três os seus grandes fracassos.
Primeiro, o rei não tinha o respeito dos seus súditos, devido à maneira pela qual tomou o poder após a morte de Ricardo Coração-de-Leão. João mandou aprisionar e, ao que parece, liquidar o seu sobrinho e co-pretendente ao trono, Artur da Bretanha, causando a rebelião da Normandia e da Bretanha contra o rei inglês.
Em segundo lugar, João fracassou em sua tentativa de reconquistar os territórios ingleses tomados por Filipe Augusto de França, fracasso este que ficou patente com a batalha de Bouvines, em 1214. Não é por este motivo que João é chamado de "Sem Terra" (Lackland), mas sim porque, sendo o filho mais novo, não recebera terras em herança, ao contrário de seus irmãos mais velhos.
O terceiro fracasso de João foi envolver-se numa controvérsia com a Igreja Católica acerca da indicação do Arcebispo da Cantuária. O rei recusou-se a aceitar a indicação feita pelo Papa para a posição e, em consequência, a Inglaterra foi colocada sob sentença de interdição até que João se submetesse, em 1213.

## A Magna Carta e eventos subsequentes
Entre 1202 e 1204, o Rei João perdeu a maior parte de suas terras ancestrais na França para o Rei Filipe II, depois disso, lutou para recuperá-las por muitos anos, até a derrota definitiva na Batalha de Bouvines, em 27 de julho de 1214, que encerrou aquela Guerra anglo-francesa. Todo esse processo exigiu um aumento dos tributos sobre os nobres. Com o Rei enfraquecido pelas derrotas, houve uma grande pressão dos nobres, liderados por Robert Fitzwalter, que forçou o Rei João a assinar a Magna Carta, em 15 de junho de 1215, para evitar uma guerra civil.
Esse documento, ficou também conhecido como os "Artigos dos Barões", ao qual o grande selo real foi aposto em Runnymede, em 15 de junho do mesmo ano. Esse diploma formal, que registrou o acordo entre o rei João e os barões, ficou conhecido como Magna Carta. Cópias desta foram enviadas a funcionários tais como xerifes e bispos. Em troca, os barões renovaram os seus juramentos de fidelidade ao rei em 19 de junho.
A Carta prometia a proteção dos direitos da igreja, proteção contra prisão ilegal, acesso à justiça rápida e, mais importante, limitações de impostos e outros pagamentos feudais à Coroa, pois exigia que os nobres concordassem com instituição de novos impostos. Apesar de ter maior ênfase nos direitos dos nobres, também concedia direitos aos servos, nos artigos 16, 20 e 28.
Para que a Carta não fosse ignorada, a cláusula 61 previa a instituição de um conselho de 25 nobres que teriam como função monitorar e garantir a adesão do Rei à Carta.
Por outro lado, para evitar a aplicação da Carta, o Rei João recorreu ao Papa Inocêncio III, que, em 24 de agosto de 1215, expediu uma Carta que declarava a nulidade da Carta Magna.
Essa situação, fez eclodir a Primeira Guerra dos Barões que foram apoiados por pelo filho do Rei da França, que, no futuro, seria o Rei Luís VIII.
Após a morte do Rei João, em 16 de outubro de 1216, muitos nobres passaram a entender que seria melhor fazer um acordo com o herdeiro do Rei João, que seria o Rei Henrique III, do que colaborar com um processo que colocaria Luís no controle do Reino da Inglaterra.
Nesse contexto, buscando uma divisão entre os nobres rebeldes, em 12 de novembro de 1216, foi publicada um nova versão da Magna Carta, assinada por William Marshal, regente de Henrique III, que da época tinha apenas 9 anos. Essa nova versão tinha algumas das cláusulas a menos, dentre elas a cláusula 61, que previa um instrumento capaz de, efetivamente, impor limites à autoridade do Rei.
O acordo de rendição dos nobres rebeldes na "Primeira Guerra dos Barões", resultou na realização de uma grande reunião nos meses de outubro e novembro de 1217, que resultou em uma nova versão da Carta Magna, que era semelhante àquela assinada em 1216, mas continha algumas cláusulas adicionais que protegiam os direitos dos nobres sobre seus súditos feudais, e reduziram as restrições dos poderes do Rei para cobrar impostos.
No início de 1225, o Rei Henrique III precisou de recursos para defender seus domínios na Gasconha, o que foi conseguido em uma reunião com os nobres, que exigiram que o Rei, agora com 17 anos, reafirmasse seu compromisso firmado, em seu nome por William Marshal, na época seu regente, na Carta de 1217.
Henrique III fez uma série de despesas tentando ampliar seu poder na Europa sem obter êxitos. Isso fez elevar suas exigências tributárias sobre os nobres que geraram insatisfações que resultaram na revolta, liderada por Roger Bigod, que eclodiu em 30 de abril de 1258. A situação forçou Henrique III a passar a governar por meio de um conselho de 24 nobres e clérigos, metade escolhida pelo rei e metade pelos nobres.
Em junho de 1258, o parlamento se reuniu e aprovou uma série de medidas conhecidas como Provisões de Oxford, que Henrique III aceitou. Essas disposições criaram um conselho de 15 integrantes, eleito apenas pelos nobres. Esse conselho tinha o poder de nomear o juiz, o chanceler e o tesoureiro da Inglaterra, que seriam  monitorados por meio de reuniões do parlamento que ocorreriam a cada três anos. Parte das disposições protegiam os nobres de menor poder contra os abusos de poder dos nobres mais poderosos. Em 1259, foram aprovadas as Provisões de Westminster, que fortaleciam ainda mais as limitações do poder do Rei.
No 4 de dezembro de 1259, foi assinado o Tratado de Albeville que encerraria uma longa disputa entre os reis da Inglaterra e da França por terras que atualmente se situam na França. Nesse contexto, Henrique III se sentiu em condições para restabelecer o poder absoluto do monarca. Esse processo contaria com resistência dos nobres e resultaria na Segunda Guerra dos Barões, travada entre 1264 e 1267, vencida por Henrique III. Em 19 de novembro de 1267, foi assinado o Estatuto de Marlborough, que efetivamente reeditou grande parte das disposições de Westminster, limitando os poderes das autoridades reais locais e dos principais nobres, mas sem restringir a autoridade real central.
Em 13 de novembro de 1295, Eduardo II deu posse a um parlamento unicameral com 49 representantes da alta nobreza e alto clero, que, futuramente corresponderia à Câmara dos Lordes, e 292 representantes da baixa nobreza (cavaleiros) e comerciantes (burgueses), que, futuramente, corresponderia à Câmara dos Comuns. Esse parlamento também podia analisar queixas dirigidas ao rei e cobrar providências relativas as tais queixas, como contrapartida para a aprovação de aumento de tributos.
Em 1297, o Rei Eduardo I, que havia cobrado muitos tributos naquela década, enfrentava grande oposição dos nobres contra novos tributos, razão pela qual publicou uma confirmação da Carta Magna de 1225, em troca da aprovação de um novo tributo, trata-se do "Confirmatio Cartarum". Mais uma vez era firmado o compromisso de que a tributação deveria ocorrer com o consentimento dos nobres.
Para que esse compromisso fosse respeitado, buscou-se dar-lhe publicidade, por meio de dispositivos que previam que cópias da carta fossem distribuídas em catedrais em todo Reino para que fossem lidas perante o povo duas vezes por ano.
Em 1300, foi assinada uma nova confirmação das Cartas, com uns dispositivos adicionais que buscavam aperfeiçoar a aplicabilidade das Cartas, conhecidos como "Articuli super Cartas", tais como aqueles que previam que as Cartas:
1. deveriam ser entregues aos xerifes de cada município;
2. deveriam ser lidas quatro vezes por ano nas reuniões dos tribunais do condado;
3. cada condado deveria ter um comitê de três homens para ouvir queixas sobre violações das Cartas.[21][22]

Em 1305, o Papa Clemente V, anulou o "Confirmatio Cartarum", por defender a doutrina do direito divino dos reis, entretanto, Eduardo I, talvez para evitar um novo enfrentamento com a nobreza, preferiu entender que somente seriam nulos os dispositivos adicionais de 1300.
Entre 1215 e o final do Século XV, diferentes monarcas ingleses se comprometeram a cumprir a Carta, totalizando dezenas de atos de compromisso.

## Os termos da Magna Carta de 1215

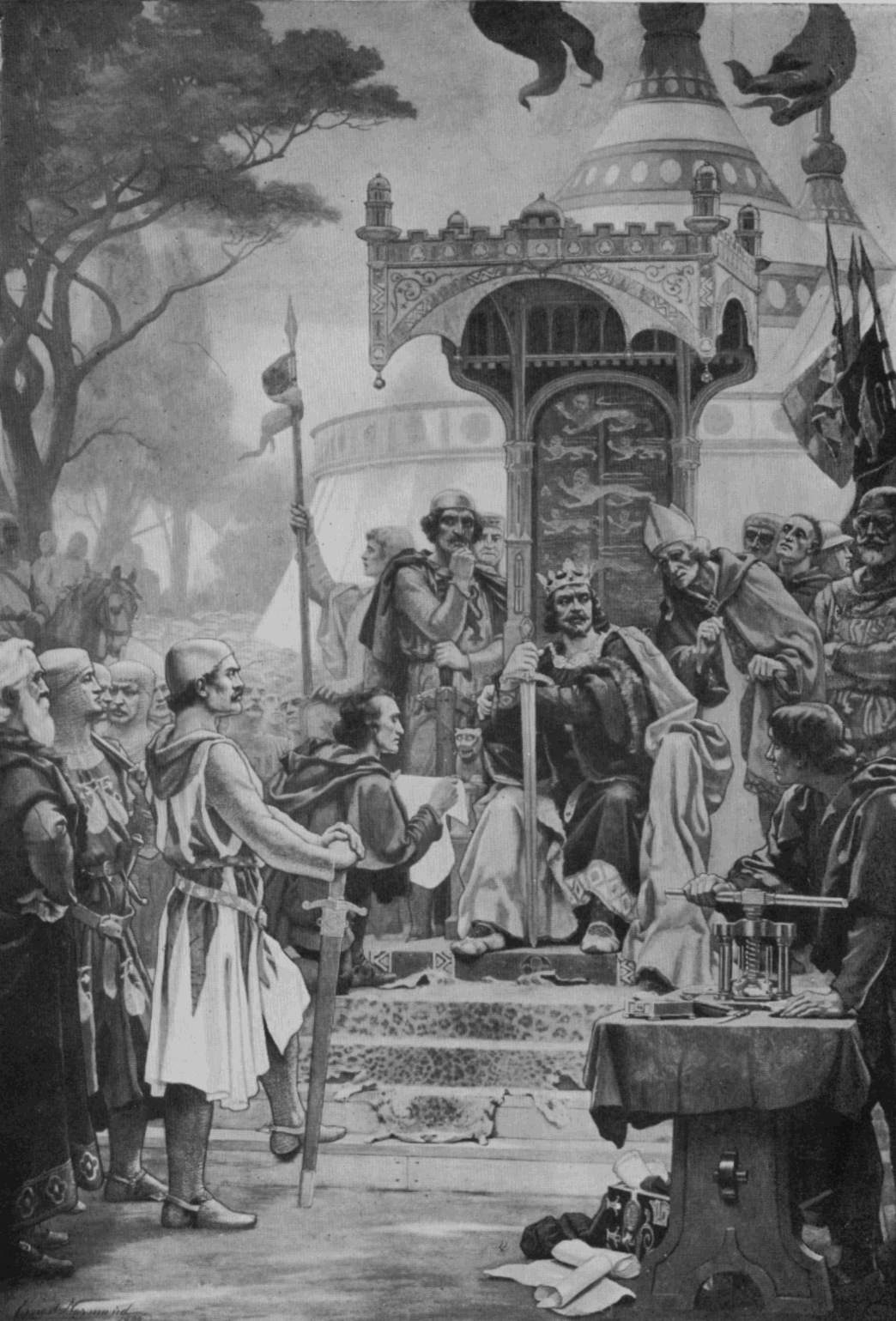
João Sem Terra concedendo a Magna Carta, baseado nos afrescos de Ernest Normand.

A Magna Carta foi redigida em latim.
O documento garantia certas liberdades políticas inglesas e continha disposições que tornavam a Igreja livre da ingerência da monarquia, reformavam o direito e a justiça e regulavam o comportamento dos funcionários reais.
Grande parte da Magna Carta foi copiada da Carta de Liberdades de Henrique I, outorgada em 1100 e que submetia o rei a certas leis acerca do tratamento de oficiais da igreja e nobres – o que na prática concedia determinadas liberdades civis à igreja e à nobreza inglesa.
O documento compõe-se de 63 artigos ou cláusulas, a maioria referente a assuntos do século XIII e de importância datada (e.g., redução das reservas reais de caça). O texto é um produto de negociação, pressa e diversas mãos.
Uma das cláusulas que maior importância teve ao longo do tempo é o artigo 39 (tradução livre a partir de uma versão em inglês):
"Nenhum homem livre será preso, aprisionado ou privado de uma propriedade, ou tornado fora-da-lei, ou exilado, ou de maneira alguma destruído, nem agiremos contra ele ou mandaremos alguém contra ele, a não ser por julgamento legal dos seus pares, ou pela lei da terra."
Significa que o rei devia julgar os indivíduos conforme a lei, seguindo o devido processo legal, e não segundo a sua vontade, até então absoluta.
O artigo 40 dispõe:
"A ninguém vendemos  , a ninguém recusaremos ou atrasaremos, direito ou justiça."
Tais cláusulas representavam um freio ao poder do rei e o primeiro capítulo de um longo processo que levou à monarquia constitucional e ao constitucionalismo.

## Importância
A versão de 1225 da Magna Carta é o primeiro estatuto inglês e a pedra angular da constituição britânica. Tornou-se especialmente importante no século XVII, com o recrudescimento do conflito entre a coroa e o Parlamento. Foi revisada diversas vezes, de maneira a garantir mais amplos direitos a um número maior de pessoas e preparando o terreno para o surgimento da monarquia constitucional britânica.
A Magna Carta de 1297 ainda integra o direito inglês, embora apenas os artigos 1, 9 e 29, bem como parte da introdução, estejam em vigor.

## Cópias da Magna Carta
Atualmente existem 17 cópias do texto. A maior parte está na Inglaterra, na Biblioteca Britânica, Arquivos da Catedral de Salisbury, arquivos Públicos de Londres e Biblioteca Bodleian da Universidade de Oxford.
Fora da Inglaterra há duas cópias, uma no Parlamento, em Camberra que foi doada ao povo australiano e outra na mão de privados. A única versão nas mãos de privados (de 1297 com o selo real de Eduardo I) pertence ao advogado e magnata norte-americano David Rubenstein, co-fundador do grupo financeiro Carlyle e antigo conselheiro de assuntos internos do presidente Jimmy Carter. Durante cinco séculos foi propriedade da família Brudenell. Em 1984, foi comprada pela fundação Perrot. Em 18 de dezembro de 2007 Rubenstein comprou por 21,3 milhões de dólares (14,8 milhões de euros) na Sotheby's de Nova Iorque.